# Токаревка (Новосибірська область)
Токаревка (рос. Токаревка) — присілок у Карасуцькому районі Новосибірської області Російської Федерації.
Входить до складу муніципального утворення Хорошинська сільрада. Населення становить 167 осіб (2010).

## Історія
Згідно із законом від 2 червня 2004 року органом місцевого самоврядування є Хорошинська сільрада.

## Населення
| 2002 | 2007 | 2010 |
| ---- | ---- | ---- |
| 168  | ↘153 | ↗167 |